# سامی کاپان
سامی کاپان (انگلیسی: Sami Kapanen؛ زادهٔ ۱۴ ژوئن ۱۹۷۳) بازیکن هاکی روی یخ اهل فنلاند است.
از باشگاه‌هایی که در آن بازی کرده‌است می‌توان به فیلادلفیا فلایرز و کارولینا هوریکانز اشاره کرد.